# Saudosismo

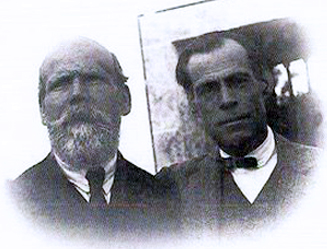
Teixeira de Pascoais com o seu conterrâneo, o pintor António Carneiro, autor do ex-libris da Renascença Portuguesa.

Saudosismo foi um movimento estético e literário, religioso e filosófico, de carácter nacionalista, ocorrido em Portugal no primeiro quartel do século XX, de que foi mentor Teixeira de Pascoaes. Intimamente ligado à revista A Águia, órgão da Renascença Portuguesa, congregou intelectuais como Jaime Cortesão, Leonardo Coimbra, António Carneiro, António Sérgio e, pela sua vertente de sebastianismo messiânico, Fernando Pessoa.
O saudosismo consubstancia uma atitude humana perante o mundo que tem como base a saudade, considerada por Pascoaes o grande traço espiritual definidor da alma portuguesa: — o que, segundo o poeta, é testemunhado pela literatura portuguesa ao longo dos séculos. No entanto, mais do que sentimento individual, a saudade é elevada a um plano místico (relação do Homem com Deus e com o mundo, ânsia nostálgica da unidade do material e do espiritual) e corresponde a uma doutrina política e social.
Surgido no clima mental nacionalista, tradicionalista e neo-romântico de inícios do século, o saudosismo pretendia, tomando a saudade como princípio dinâmico e renovador (de forma algo obscura) levar a cabo, pela acção cultural, a regeneração do país.
Seria, de acordo com o seu teorizador, a primeira corrente autenticamente portuguesa. Ligado a uma expectativa messiânica e profética, o saudosismo acabou por dar azo ao afastamento de alguns dos seus adeptos — como António Sérgio, que não reconhecia no seu passadismo capacidade de renovação, ou até Fernando Pessoa, que, embora partilhando este elemento messiânico, acabou por preferir o projecto cosmopolita e revolucionário da Revista Orpheu.
O saudosismo, embora tenha desaparecido como corrente literária e espiritual, mantém ainda ecos na obra de alguns escritores e pensadores ligados à análise do carácter nacional e dos seus traços definidores.